# Liste der Monuments historiques in Grâces
Die Liste der Monuments historiques in Grâces führt die Monuments historiques in der französischen Gemeinde Grâces auf.

## Liste der Bauwerke
| Bezeichnung        | Beschreibung              | Standort | Kennzeichnung | Schutzstatus | Datum | Bild           |
| ------------------ | ------------------------- | -------- | ------------- | ------------ | ----- | -------------- |
| Manoir de Kérurien | Herrenhaus                | (Lage)   | PA00089174    | Inscrit      | 1964  |                |
| Kirche Notre-Dame  | Erbaut im 16. Jahrhundert | (Lage)   | PA00089173    | Classé       | 1907  | weitere Bilder |
| Kreuz              | 16. Jahrhundert           | (Lage)   | PA00089172    | Inscrit      | 1926  | weitere Bilder |
| Schloss Kéranno    | Erbaut im 17. Jahrhundert | (Lage)   | PA00089171    | Inscrit      | 1965  | weitere Bilder |

## Liste der Objekte

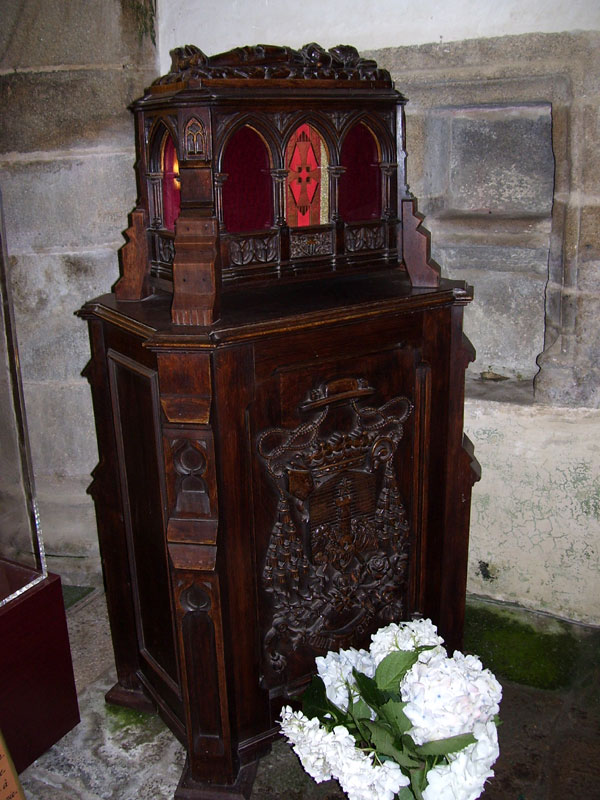
Reliquienschrein in der Kirche Notre-Dame

- Monuments historiques (Objekte) in Grâces in der Base Palissy des französischen Kultusministeriums